# نيكولا تشفوروفيتش
نيكولا تشفوروفيتش (بالصربية: Никола Чворовић) مواليد 8 مارس 1995 في نوفي ساد، صربيا والجبل الأسود، هو لاعب كرة سلة صربي. بدأ مسيرته الاحترافية في سنة 2013. يحمل الرقم 8. لعب مع نادي ريد ستار لكرة السلة في الدوري الأوروبي لكرة السلة.

## روابط خارجية
- نيكولا تشفوروفيتش على موقع الاتحاد الدولي لكرة السلة (الإنجليزية)
- نيكولا تشفوروفيتش على موقع الدوري الأوروبي لكرة السلة (الإنجليزية)
- نيكولا تشفوروفيتش على موقع كرة السلة الأوروبية.كوم (الإنجليزية)
- نيكولا تشفوروفيتش على موقع ريلجم (الإنجليزية)
- نيكولا تشفوروفيتش على موقع بروبوليرز (الإنجليزية)